# Esam Al-Kandari
Esam Al-Kandari (2 de julho de 1971) é um ex-futebolista profissional kuwaitiano que atuava como defensor.

## Carreira
Esam Al-Kandari representou a Seleção Kuwaitiana de Futebol, nas Olimpíadas de 2000. 